# Doru Sechelariu
Doru Sirius Sechelariu (* 19. November 1992 in Bacău) ist ein rumänischer Rennfahrer.

## Karriere
Sechelariu begann seine Motorsportkarriere 2002 im Kartsport, in dem er bis 2005 aktiv war. Mit 13 Jahren gab er 2006 bei zwei Rennen in der belgischen Formel Renault 1.6 sein Debüt im Formelsport und trat auch 2007 in der belgischen Formel Renault 1.6 an. In beiden Saisons startete er für den Rennstall des ehemaligen Formel-1-Piloten Thierry Boutsen. 2007 belegte er mit einem Sieg den sechsten Platz in der Fahrerwertung. Außerdem startete er für Räikkönen Robertson Racing bei sechs Rennen der britischen Formel BMW.
2008 wechselte Sechelariu komplett in die Formel BMW und trat in der europäischen Variante, die aus der Fusion der deutschen und englischen Serie entstanden war, für Fortec Motorsport an. Als beste Platzierung erreichte er einen vierten Platz und belegte am Saisonende den 15. Platz in der Meisterschaft. Außerdem startete er in der amerikanischen und pazifischen Formel BMW und kam bei zwei Rennen der pazifischen Meisterschaft als erster ins Ziel. 2009 nahm der Rumäne für verschiedene Teams an der europäischen Formel BMW teil und trat zu jedem Rennen an. Am Saisonende belegte er mit einem dritten Platz als bestes Resultat den 14. Gesamtrang. Darüber hinaus nahm er für eine halbe Saison an der European F3 Open teil und belegte am Jahresende den 16. Platz im Gesamtklassement.
2010 wechselte Sechelariu zu Tech 1 Racing in die neugegründete GP3-Serie. Am Saisonende belegte er den 29. Gesamtrang. 2011 plante Sechelariu, für Tech 1 Racing seine zweite Saison in der GP3-Serie zu absolvieren. Ein Monat vor Saisonbeginn gab das Team allerdings ein anderes Fahrertrio bekannt, da Sechelariu und sein Management nicht in der Lage waren, die Vertragskonditionen einzuhalten.

## Persönliches
Doru Sechelarius Vater Dumitru Sechelariu (1958–2013) war von 1996 bis 2004 Bürgermeister von Bacău.

## Statistik

### Karrierestationen
| - 2002–2005: Kartsport - 2006: Belgische Formel Renault 1.6 - 2007: Belgische Formel Renault 1.6 (Platz 6) | - 2008: Europäische Formel BMW (Platz 15) - 2009: Europäische Formel BMW (Platz 14) - 2009: European F3 Open (Platz 16) | - 2010: GP3-Serie (Platz 29) |

### Einzelergebnisse in der GP3-Serie
| Jahr | Team          | 1   | 2   | 3   | 4   | 5   | 6   | 7   | 8   | 9   | 10  | 11  | 12  | 13  | 14  | 15  | 16  | Punkte | Rang |
| ---- | ------------- | --- | --- | --- | --- | --- | --- | --- | --- | --- | --- | --- | --- | --- | --- | --- | --- | ------ | ---- |
| 2010 | Tech 1 Racing | ESP | ESP | TUR | TUR | ESP | ESP | GBR | GBR | GER | GER | HUN | HUN | BEL | BEL | ITA | ITA | 0      | 29.  |
| 2010 | Tech 1 Racing | 22  | DNF | 9   | 9   | DNF | 20  | DNF | 17  | 10  | DSQ | 14  | 21  | DNF | 20  | 21  | 18  | 0      | 29.  |